# Terminal Lapa

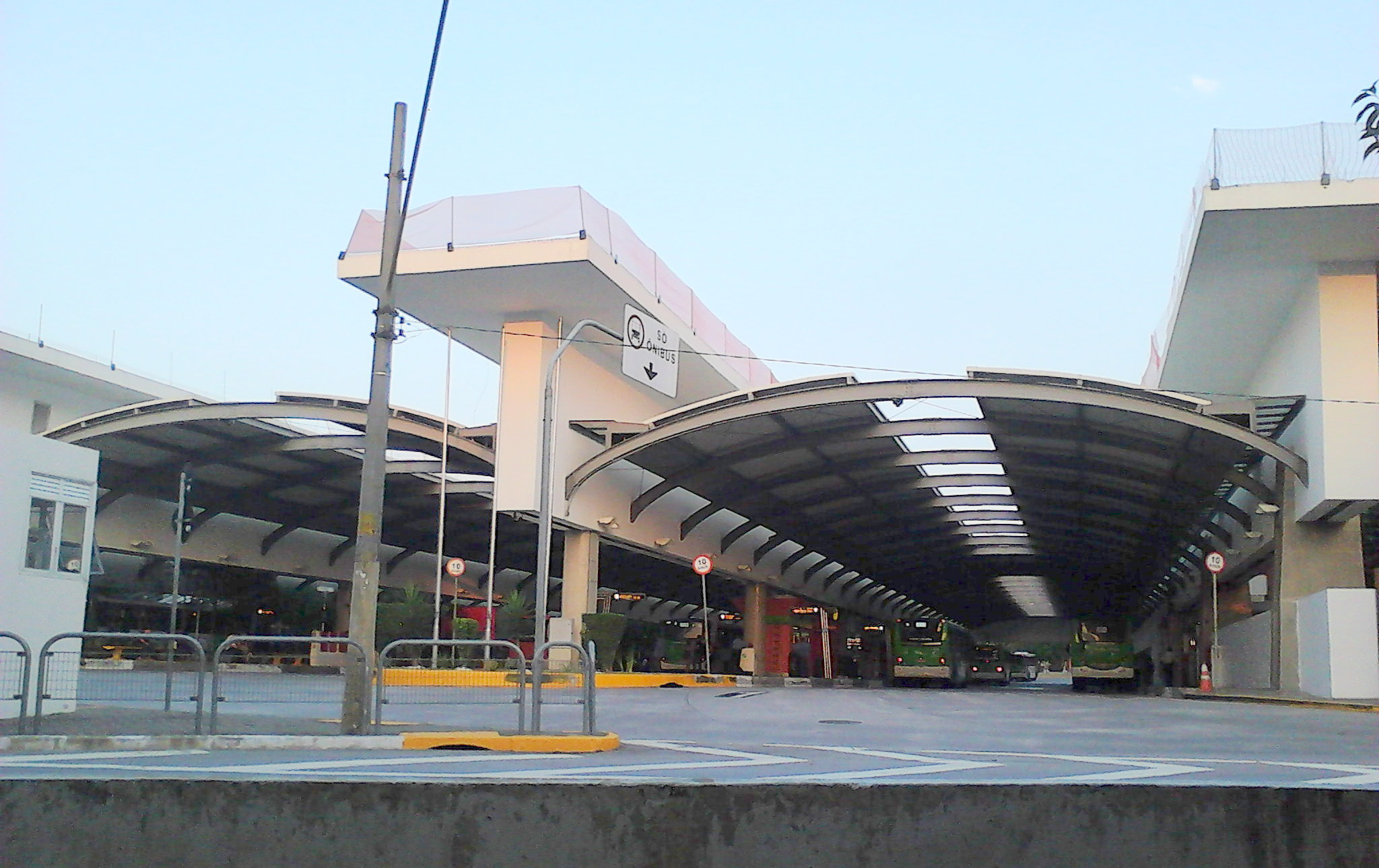
Vista de la terminal Lapa

La Terminal Lapa es una terminal de ómnibus urbanos de la ciudad de São Paulo. Ubicada en la región oeste de la ciudad, en la calle Guaicurus s/nº - Lapa. Es atendida por 18 líneas y 1 más de pasaje. Está ubicada en la Plaza Miguel Dell'Erba, en un pequeño centro comercial de la región, en frente al Shopping Lapa y cercana al Mercado Municipal de Lapa, Estación Lapa de CPTM y la calle 12 de Outubro. Fue inaugurada el 13 de diciembre del 2003, en conjunto con la Terminal Pirituba y el corredor de ómnibus uniendo los dos barrios al centro. Fueron construidas en la gestión de la entonces prefecta Marta Suplicy. 

## En operación
| Línea | Prefijo | Destino                                                |
| ----- | ------- | ------------------------------------------------------ |
| 119L  | 10      | Vila Sulina                                            |
| 7725  | 10      | Rio Pequeno via Butantã USP                            |
| 8000  | 10      | Plaza Ramos de Azevedo via Avenida Francisco Matarazzo |
| 8001  | 10      | Vila Piauí                                             |
| 8002  | 10      | Terminal Pirituba via Parque Maria Domitila            |
| 8003  | 10      | Remédios                                               |
| 8004  | 10      | Santa Mônica                                           |
| 8060  | 10      | Vila Piauí                                             |
| 8100  | 10      | Terminal Pirituba via Raimundo Pereira Magalhães       |
| 8200  | 10      | Terminal Pirituba via Paula Ferreira                   |
| 8300  | 10      | Terminal Pirituba via Edgar Facó                       |
| 819R  | 10      | Perus via Paula Ferreira/Raimundo P. Magalhães         |
| 8548  | 10      | Jardim dos Cunhas                                      |
| 875C  | 10      | Metro Santa Cruz via Pinheiros / Moema                 |
| 875H  | 10      | Metro Vila Mariana via Avenida Sumaré/Avenida Paulista |
| 9012  | 10      | Itaberaba                                              |
| 9014  | 10      | Morro Grande                                           |
| 9014  | 42      | Jardim Iracema                                         |
| 9050  | 10      | Itaim Bibi via Vila Madalena (Circular)                |

## Líneas de pasaje
| Línea | Prefijo | Terminal Primaria | Terminal Secundária |
| ----- | ------- | ----------------- | ------------------- |
| 948A  | 10      | Vila Zatt         | Metro Barra Funda   |

## Líneas de la Noche
| Línea | Prefijo | Destino                                                 |
| ----- | ------- | ------------------------------------------------------- |
| N101  | 11      | Terminal Parque Dom Pedro II via Marques de São Vicente |
| N102  | 11      | Terminal Parque Dom Pedro II via Francisco Matarazzo    |
| N103  | 11      | Terminal Pirituba via Raimundo Pereira Magalhães        |
| N104  | 11      | Terminal Pirituba via Edgar Facó                        |
| N105  | 11      | Terminal Cachoeirinha via Inajar de Souza               |
| N131  | 11      | Vila Piauí                                              |
| N136  | 11      | Morro Doce                                              |
| N831  | 11      | Parque da Lapa                                          |
| N832  | 11      | Parque Continental                                      |
| N834  | 11      | Terminal Pinheiros                                      |

- Datos: Q2891643